# Beka Varshanidze
Beka Varshanidze (in georgiano ბექა ვარშანიძე?; 1º novembre 1993) è un calciatore georgiano, centrocampista del Gonio.

## Carriera
Ha giocato nella prima divisione dei campionati georgiano e lettone.
In carriera ha giocato complessivamente 3 partite nei turni preliminari di UEFA Europa League, tutte con la maglia dei georgiani della Dinamo Batumi.

## Palmarès

### Club

#### Competizioni nazionali
- Erovnuli Liga 2: 1

Dinamo Batumi: 2018